# Leptotyphlops kafubi
Leptotyphlops kafubi là một loài rắn trong họ Leptotyphlopidae. Loài này được Boulenger mô tả khoa học đầu tiên năm 1919.